# Back in Action
Back in Action är en amerikansk actionkomedifilm som hade premiär på strömningstjänsten Netflix den 17 januari 2025, efter att ha blivit framflyttat från det tidigare premiärdatumet som var satt till den 15 november 2024. Filmen är regisserad av Seth Gordon, som även svarat för filmens manus tillsammans med Brendan O'Brien.

## Handling
Filmen kretsar kring ett par som återvänder till sitt jobb femton år efter att de slutade.

## Rollista (i urval)
- Cameron Diaz – Emily
- Jamie Foxx – Matt
- Glenn Close – Ginny, Emilys mor
- Kyle Chandler – Chuck
- Andrew Scott – Baron
- Jamie Demetriou – Nigel
- McKenna Roberts – Alice, Emily och Matts dotter
- Rylan Jackson – Leo, Emily och Matts son
- Fola Evans-Akingbola - Wendy